# Пікос-де-Европа
Пікос-де-Европа (ісп. Picos de Europa, буквально — «Піки Європи») — гірський хребет на півночі Іспанії, розташований на території провінцій Астурія, Кантабрія і Леон.
Найвища точка, пік Торре-де-Серредо (2648 м н.р.м.), також є найвищою вершиною усієї системи Кантабрійських гір. Геологічно хребет складений вапняками, багато карсту. Хребет складається із трьох великих масивів, при цьому Західний (Корніон, Пенья-Санта, 2596 м) і Центральний (Урріелес) масиви розділяє ущелина глибиною близько 1500 м, по ній протікає річка Карес. Східний массив (Андара) є природною межею між Астурією і Кантабрією. Менш глибокі ущелини у верхів'ях річок Селья і Добра. У горах Пікос-де-Еуропа розташовані найглибші печери Іспанії: Торка-дель-Серро (−1589 м), Sima de la Cornisa (−1507 м), Torca los Rebecos (−1255 м) і Pozo del Madejuno (−1252 м).
У горах збереглися рідкісні види флори і фауни (іберійський вовк, іспанський козел, кантабрійський бурий ведмідь, сарна), деякі з них на території Іспанії зустрічаються лише тут. Для охорони природної зони був створений однойменний національний парк, включений ЮНЕСКО у Всесвітню мережу біосферних резерватів. Поза парком гірські території використовуються як пасовища для (астурійської вівці).

## Природа
Кантабрійські бурі ведмеді (Ursus arctos pyrenaicus) і вовки (Canis lupus signatus) живуть у більш віддалених регіонах. Досить часто зустрічаються сарни (Rupicapra pyrenaica parva) (згідно зі звітом Міністерства охорони навколишнього середовища за 2006 рік, їх було зафіксовано близько 8000); поширені сарни і канюки, часто зустрічаються різні види орлів і грифів, а в парку є різноманітна популяція метеликів.
Більша частина регіону зараз охороняється як єдиний Національний парк Пікос-де-Європа в іспанських провінціях Кантабрія, Астурія і Леон; астурійська частина була першим національним парком в Іспанії. Доступ здійснюється через другорядні дороги до кожного з трьох масивів з півночі, а з півдня - до канатної дороги у Фуенте-Де та до Каїна на початку каньйону Карес.

## Вершини
Найвищі вершини:
- Torre de Cerredo - 2648 m,
- Torre del Llambrión - 2642 m,
- Torre del Tiro Tirso - 2641 m,
- Torre sin Nombre - 2638 m,
- Torre Casiano de Prado - 2622 m,
- Torre Llastria - 2621 m,
- Peña Vieja - 2617 m,
- Torre Blanca - 2619 m,
- Torre de la Palanca - 2614 m,
- Torre de Peñalba - 2607 m,
- Peña Santa - 2596 m,
- Torre Santa de Enol - 2486 m,
- Torre de Enmedio - 2467 m,
- Aguja José de Prado - 2463 m,
- Torre de la Horcada - 2455 m,
- Torre del Torco - 2452 m,
- Torre de Cebolleda III - 2445 m,
- Morra Lechugales - 2444 m,
- Silla del Caballo Cimero - 2436 m,
- Pica del Jierru - 2424 m,
- Pico Cortés - 2373 m,
- Pico del Grajal de Arriba - 2349 m,
- Silla del Caballo Cimero - 2339 m.

### Ресурси Інтернету
- Вікісховище має мультимедійні дані за темою: Пікос-де-Европа
- Information about Picos de Europa Mountains spanishminerals.com, Blog of Juan Fernandez Buelga
- Spanish tradition, walks and language in the mountains [Архівовано 24 серпня 2018 у Wayback Machine.] peakme.es
- Trekking Picos de Europa [Архівовано 23 лютого 2020 у Wayback Machine.] topwalks.net
- National Park website and online Picos de Europa mountanieering community [Архівовано 25 лютого 2021 у Wayback Machine.] (Spanish) picoseuropa.net
- Picos de Europa at Llanes [Архівовано 24 лютого 2020 у Wayback Machine.] (Spanish) llanes.as
- Picos de Europa at Valdeon [Архівовано 18 січня 2021 у Wayback Machine.] (Spanish) valdeon.org Ayuntamiento de Posada de Valdeón
- Routes in Cantabria and Picos de Europa rutasporcantabria.com, Bowl Francisco Vega
- Picos de Europa: a naturalist's paradise [Архівовано 12 лютого 2021 у Wayback Machine.] iberianwildlife.com
- Sistema del Hito / Xitu caves [Архівовано 10 листопада 2020 у Wayback Machine.] oucc.org.uk, Oxford University Cave Club Proceedings 10 : 1980—1981.
- El Anillo de Picos — Recorrido circular por los Picos de Europa [Архівовано 14 жовтня 2017 у Wayback Machine.] elanillodepicos.com (Spanish /English) Hiking in the park, routes & information

## Краєвиди

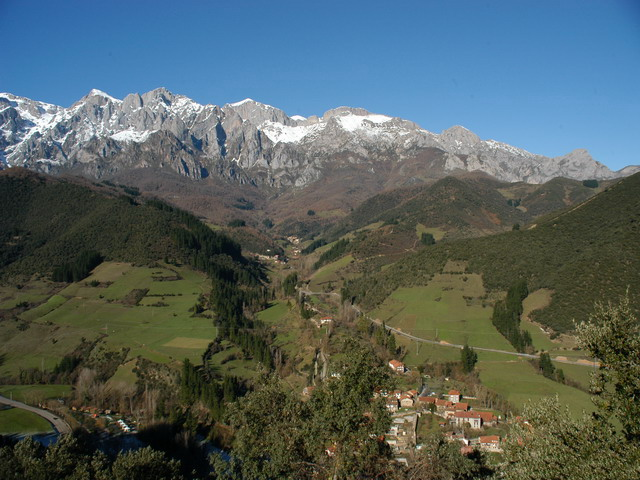
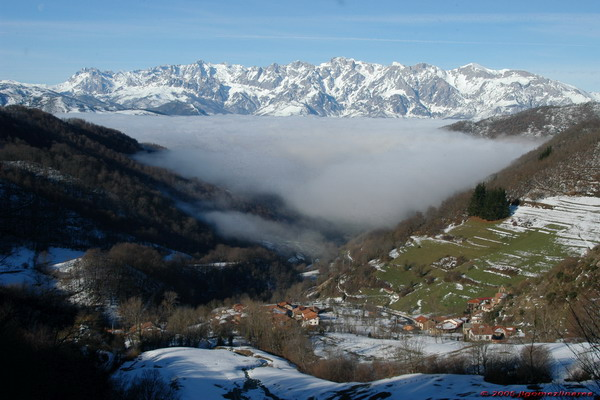
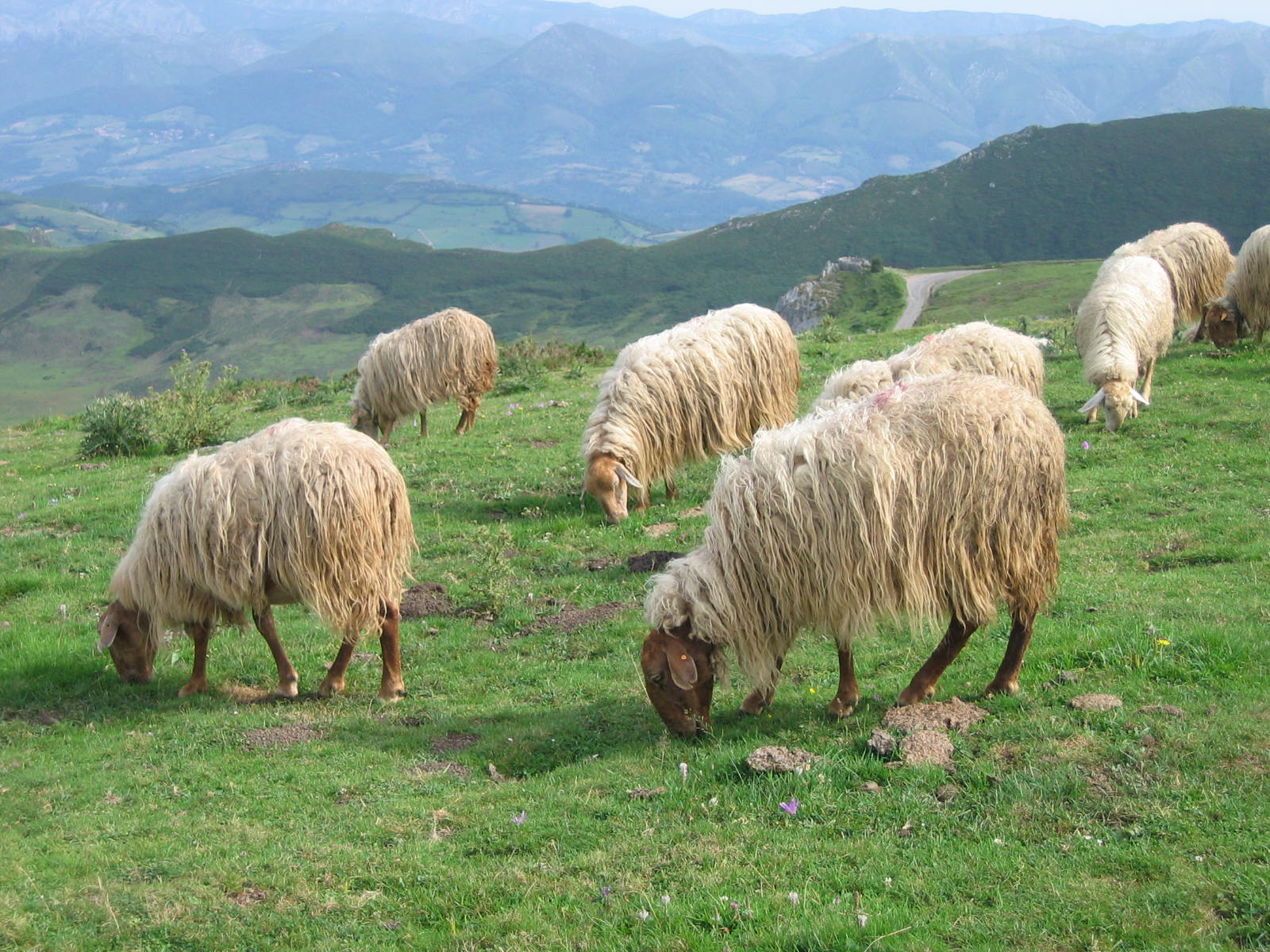

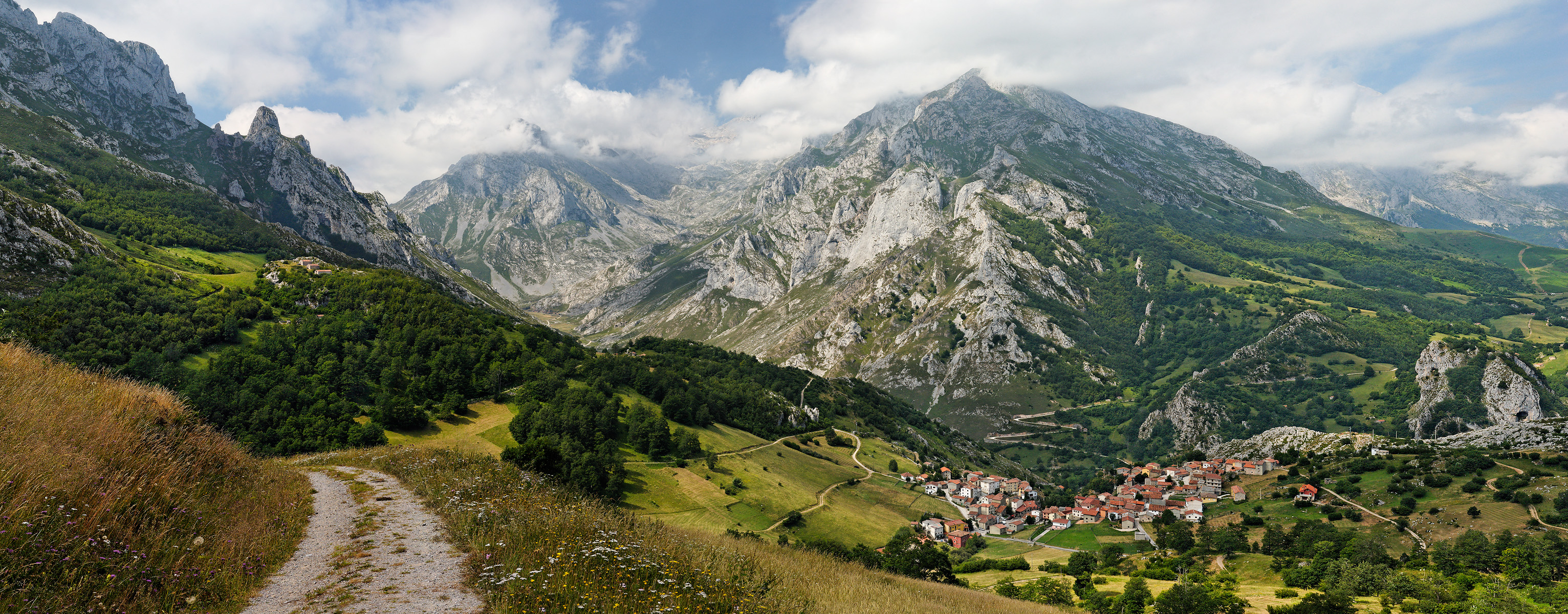
Панорама